# Eupithecia ryukyuensis
Eupithecia ryukyuensis là một loài bướm đêm trong họ Geometridae.